# Emilio de Brigard Ortiz
Emilio de Brigard Ortiz (ur. 15 maja 1888 w Chii, zm. 6 marca 1986) – kolumbijski duchowny katolicki, biskup pomocniczy Bogoty w latach 1944–1986.

## Życiorys
Święcenia kapłańskie otrzymał 28 października 1911 i inkardynowany został do archidiecezji Bogoty. 
29 lipca 1944 papież Pius XII mianował go biskupem pomocniczym Bogoty. Otrzymał wówczas biskupią stolicę tytularną Coracesium. Sakry udzielił mu ówczesny zwierzchnik archidiecezji abp Ismael Perdomo Borrero. 21 października 1961 podniesiony do rangi arcybiskupa ze stolicą Dystis. Nawet w zaawansowanym wieku nie przeszedł na emeryturę.
W chwili śmierci był najstarszym żyjącym biskupem katolickim.